# 모건 페이지
모건 페이지(Morgan Page, 1981년 5월 31일 ~ )는 미국의 디스크자키이다.